# Dub (Krušné hory)
Dub je hora v Krušných horách, ležící 2 km jižně od Božího Daru na východní rozsoše Klínovce, od které je na severu oddělena mělkým sedlem. Na severních svazích směrem k Božímu Daru je vybudován lyžařský areál Jahodová louka se závodními běžkařskými tratěmi. Celá hora je zalesněná smrkem, jen z jižního vrcholu jsou částečné výhledy.

## Vrcholy
Hřeben Dubu má dva vrcholy, vzdálené od sebe 800 m:
- Dub - S vrchol, 1005 m, souřadnice 50°23′41″ s. š., 12°55′43″ v. d.
Tento vrchol je na většině map bezejmenný, přestože je o 4 m vyšší než pojmenovaný vrchol Dub, nacházející se o 800 m jižněji.
- Dub, 1001 m, souřadnice 50°23′15″ s. š., 12°55′42″ v. d.
Tento vrchol je o 4 m nižší než severní vrchol, od kterého ho odděluje mělké sedlo ve výšce 991 m n. m., podle kritérií projektu Tisícovky Čech, Moravy a Slezska jde tedy o vedlejší vrchol Dubu - S vrcholu.

## Přístup
Vrchol je nejsnáze přístupný ze severu z Božího Daru po žlutě značené turistické cestě do Jáchymova. Zajímavostí této přístupové trasy je, že vede většinou z kopce, protože Boží Dar leží ve vyšší nadmořské výšce než oba vrcholy Dubu. V severním sedle odbočuje žlutá značka doleva, rovně pokračuje jen neznačená cesta, která vede přes oba vrcholy - nejprve stoupá na vyšší severní a pak pokračuje na nižší jižní.